# Histiodraco velifer
Histiodraco velifer (Regan, 1914) è una specie di pesce attinopterigo della famiglia degli Artedidraconidi. Unica specie conosciuta del suo genere, è nativa dell'Oceano Australe lungo la piattaforma continentale dell'Antartide.

## Tassonomia
Questa specie venne descritta formalmente per la prima volta nel 1914 dall'ittiologo inglese Charles Tate Regan con il nome Dolloidraco velifer, basandosi su un tipo nomenclaturale raccolto durante la Spedizione Terra Nova, capitanata da Robert Falcon Scott, nel Canale McMurdo. Comunque, più tardi quello stesso anno, Regan descrisse il nuovo genere Histiodraco per D. velifer, rendendo questa specie serie tipo di un genere monospecifico. Il nome è un composto di histion, ovvero "vela", con draco, probabilmente in riferimento al genere della stessa famiglia Dolloidraco, al quale Regan assegnò originalmente questa specie. Il nome specifico è formato da velum, che significa ancora "vela", e fero, inteso come "portare" o "sostenere", alludendo entrambi all'estesa seconda pinna dorsale.

## Descrizione
La prima pinna dorsale dei Histiodraco contiene 2-3 raggi spinosi ed è collocata sopra l'opercolo; la seconda pinna dorsale possiede dai 23 ai 26 raggi molli, mentre la pinna anale 15-18. La pinna pettorale presenta 18-21 raggi palmati. La testa ha una larghezza grande all'incirca quanto la sua lunghezza e le creste post-temporali sono molto sviluppate. Il muso è più corto del diametro dell'occhio e lo spazio tra le cavità oculari è abbastanza ristretta. Il barbiglio presente sul mento, caratteristico degli artedidraconici, è lungo ed allargato verso la punta. La linea laterale superiore mostra scaglie tubolari al termine della testa e lungo la pinna caudale normalmente ha scaglie a forma di disco, come quelle presenti sulla linea laterale mediana, ad esclusione della parte posteriore, dove sono osservabili scaglie tubolari. Questa specie può raggiungere una lunghezza massima di 19,1 centimetri ed appare più imparentata con gli esemplari del genere Pogonophryne che con gli Artedidraco, ma differiscono per la loro testa meno depressa e la seconda pinna dorsale più alta.

## Distribuzione, habitat e biologia
Gli esemplari di questo genere sono trovabili nell'Oceano Australe, dove sono stati riscontrati nel Mare di Weddell, nel Mare di Ross e a sud della Terra Vittoria. Sono pesci demersali che abitano a profondità comprese tra i 210 e i 667 metri sulla battigia e piattaforma continentale. Della loro biologia non si sa nulla di certo.